# José Manuel Coelho
José Manuel da Mata Vieira Coelho (Gaula, Santa Cruz, Madeira, 22 de julho de 1952) é um político português. Foi membro do Partido Comunista Português, autarca municipal por aquele e pela União Democrática Popular e deputado à Assembleia Regional da Madeira pelo Partido da Nova Democracia e pelo Partido Trabalhista Português.
Foi candidato à Presidência da República nas eleições presidenciais de 2011. Nessa eleição, por assumir um voto de protesto e uma postura burlesca, foi alvo de comparações com Tiririca, humorista eleito deputado federal no Brasil pela mesma altura.

## Biografia
José Manuel Coelho nasceu na freguesia de Gaula, município de Santa Cruz, na ilha da Madeira, em 22 de julho de 1952. É filho de Isabel da Mata, ex-freira da Congregação das Irmãs Franciscanas de Nossa Senhora das Vitórias, e José Vieira Coelho, poeta popular que declamava e vendia histórias em verso da sua autoria impressas em folhetos. Foi baptizado na Igreja Católica, mas converteu-se ao Adventismo pelas mãos do pai, que era membro ativo da Igreja Adventista do Sétimo Dia.
Concluiu o 12.º ano de escolaridade após o serviço militar obrigatório cumprido em Angola. Foi pintor da construção civil antes de ingressar na política. Distribuíu o panfleto periódico Democratas de Gaula e foi diretor e ardina do jornal local satírico Garajau, que criticava mordazmente a política regional.

### Atividade política

#### Militância partidária e autarca
Aderiu ao Partido Comunista Português (PCP) em 1977, do qual ainda era militante em 2011, segundo o jornal Público. Em 1981, ganhou uma viagem à União Soviética como prémio de melhor vendedor do Avante!, jornal oficial do PCP.
Foi autarca no concelho de Santa Cruz, primeiro pela Aliança Povo Unido (constituída pelo PCP) e depois pela União Democrática Popular. Em 2007, após diferendo com a direção regional do PCP, aproxima-se do Partido da Nova Democracia (PND) e aceita ser candidato nas suas listas.
Nessa altura, na Madeira, o PND era protagonizado por quatro personalidades de direita e centro-direita (Baltazar Aguiar, Gil Canha, Eduardo Welsh e António Fontes), contestatárias dos sucessivos governos do Partido Social Democrata (PSD) na região e da malsucedida oposição e que coordenavam um jornal satírico local, o Garajau. Nesse ano de 2007, José Manuel Coelho foi alvo de uma busca policial à sua casa por suspeita de distribuir um panfleto periódico, os Democratas de Gaula, que tinha denunciado alegados casos de corrupção na Câmara Municipal de Santa Cruz. Após a busca à sua casa, Coelho dirigiu-se, «com a camisa toda ensanguentada, a queixar-se da brutalidade d[a] busca», à redação do Garajau, onde estava Gil Canha, até então seu desconhecido, e pediu-lhe que cobrisse o sucedido no jornal, «porque a imprensa regional não qu[eria] dar eco à sua queixa». A partir desse momento, passa a integrar o núcleo do PND e do Garajau. Segundo Baltazar Aguiar, procuraram alguém de esquerda para «equilibrar as coisas» e fazer do PND um partido de contestação mais amplo e encontraram essa pessoa em Coelho.
Entre 2007 e 2011, associou-se ao PND, em cuja lista concorreu às eleições legislativas madeirenses de 2007 e que apoiou a sua candidatura nas eleições presidenciais nacionais de 2011.
Em março de 2011, passou a associar-se ao Partido Trabalhista Português (PTP), do qual é atualmente vice-presidente e de cuja secção regional na Madeira foi líder máximo.

#### Deputado na Assembleia Legislativa Regional
Nas eleições legislativas regionais de maio de 2007, Coelho concorreu em 3.º lugar na lista do PND. O partido conseguiu 2,08% dos votos e elegeu um deputado, pelo que Baltazar Aguiar, o primeiro da lista, assumiu o cargo. A 12 de abril de 2008, a propósito da visita próxima do presidente da República (PR), Aníbal Cavaco Silva, à Madeira, o presidente do Governo Regional, Alberto João Jardim, defendeu que não deveria haver sessão solene no parlamento regional em honra do PR com o pretexto de «dar uma péssima imagem da Madeira mostrar o bando de loucos que está dentro da Assembleia Legislativa», referindo-se especificamente ao «fascista do PND». Perante estes comentários, Aguiar decidiu suspender o seu mandato e, assim, a 5 de maio daquele ano, José Manuel Coelho tomou posse como deputado regional. A partir desse seu primeiro mandato político, Coelho começou a ganhar alguma visibilidade mediática até a nível nacional pelas suas tomadas de posição e exibições extravagantes em plenário.
Em 2011, concorreu pelo PTP nas eleições legislativas nacionais de junho. O PTP obteve apenas 0,3 % dos votos a nível nacional, não conseguindo eleger nenhum deputado para a Assembleia da República. Devido ao protagonismo regional de José Manuel Coelho, o PTP seria mais feliz nas eleições legislativas madeirenses em outubro de 2011, obtendo 6,86 % dos votos e elegendo 3 deputados, posicionando-se como a quarta força política mais importante do arquipélago.
Deixou pela última vez a Assembleia Legislativa Regional da Madeira (ALRAM) em maio de 2018, cedendo o lugar ao seguinte na lista, conforme o sistema de rotatividade assumido pelo PTP.

##### Episódios caricatos
Enquanto deputado na ALRAM, Coelho protagonizou vários episódios inéditos e inusitados que foram alvo de atenção da comunicação social regional e nacional:
- Fez campanha eleitoral num carro funerário com o pretexto de ir «sepultar a corrupção»[5]
- Levou mais de uma vez um relógio de parede ao pescoço para o plenário da ALRAM em protesto contra a alteração do regimento da assembleia que previa a diminuição dos tempos de intervenção dos deputados da oposição[5][10]
- A 5 de novembro de 2008, num dos seus momentos mais polémicos, como forma de protesto contra o facto de o parlamento regional nunca ter comemorado o 25 de Abril e acusando o governo madeirense de ser um «regime ditatorial», desfraldou em plenário uma bandeira nazi, que ofereceu ao líder parlamentar do PSD, Jaime Ramos.[5][11] Em resposta, a bancada parlamentar do PSD, com maioria absoluta dos deputados, votou ilegalmente a suspensão do mandato de Coelho. No dia seguinte, 6 de novembro, Coelho seria impedido pelos seguranças da assembleia de entrar no edifício. Perante a situação vivida à entrada da ALRAM, os deputados da Assembleia da República interromperam a discussão do Orçamento de Estado para 2009 para discutir a o estado da democracia na Madeira. Devido à inconstitucionalidade da suspensão do mandato, Coelho regressaria depois ao parlamento regional
- Contestando o que considerava ser o exagerado financiamento partidário na região feito sob forma de subvenção parlamentar, distribuiu a idosos o dinheiro recebido pelo PND[5]
- Propôs, jocosamente, uma estátua ao «grande líder Jardim» (Alberto João Jardim)
- Telecomandou um zeppelin que acabou abatido sobrevoando a festa do PSD no sítio do Chão da Lagoa.[5]
- Num feriado do 25 de Abril, fez de Salgueiro Maia e simulou uma tomada da Quinta Vigia (residência oficial do presidente do Governo Regional), reclamando «a liberdade e a democracia que tardam a chegar à Madeira»
- Em 1 de julho de 2016, José Manuel Coelho desfraldou uma bandeira do autoprocalmado Estado Islâmico na sessão solene do Dia da Região e das Comunidades, que contou com a presença do Presidente da República, protestando pelo facto de ter sido condenado em vário processos judiciais pelos crimes de difamação, que têm resultado em penhoras do seu vencimento.[12]

#### Candidatura à Presidência da República
Em 30 de dezembro de 2010, apresentou a sua candidatura à presidência da República, com o apoio do PND, e tornou-se no primeiro madeirense a candidatar-se àquele cargo. Durante a campanha utilizou os tempos de antena para chamar a atenção da opinião pública para a repressão política na Madeira, o caciquismo do poder local em geral , o escândalo financeiro do BPN e até para as circunstâncias comprometedoras da aquisição pelo PR Cavaco Silva da sua casa de férias no Algarve. Os resultados eleitorais das presidenciais deram-lhe 189,901 votos que constituíram 4.49% do total, tendo sido o candidato mais votado no Funchal (41.15%), Machico (41.09%), e Santa Cruz (47.48%).

### Processos judiciais
Em 2006, foi indemnizado nas ordem das centenas de euros por um funcionário do Governo Regional por ofensas à integridade física, depois de ter sido agredido por distribuir folhetos e denunciar casos de corrupção.
Coelho já foi uma vez julgado em tribunal pelo crime de difamação do ex-autarca de Santa Cruz e agora deputado do PSD-M, Savino Correia, e por esse crime cumpriu trabalho comunitário.
Em janeiro de 2013 foi condenado a 18 meses de prisão, com pena suspensa, por dois crimes de difamação agravada contra o presidente e o vice-presidente do Governo Regional. Foi ainda condenado a pagar 2.500 euros ao chefe do executivo insular, Alberto João Jardim, e 5.500 euros ao seu vice-presidente, João Cunha e Silva, por danos não patrimoniais.
Em janeiro de 2017 José Manuel Coelho foi condenado a um ano de prisão efetiva pelo Tribunal da Relação de Lisboa, cumprível ao fim de semana, num processo interposto pelo advogado Garcia Pereira.
Em fevereiro de 2017, José Manuel Coelho pediu asilo ao autoproclamado Principado da Pontinha para evitar a pena.
Em maio de 2018, foi condenado a ano e meio de prisão domiciliária e a uma indemnização de 20 mil euros por crimes de difamação e divulgação de fotografias ilícitas de uma juíza madeirense.
Em julho de 2019 foi condenado a 3 anos e meio de prisão efetiva por quatro crimes de difamação agravada e dois de desobediência foi ainda condenado a pagar 28 mil euros em indemnizações.

## Resultados Eleitorais

### Eleições presidenciais
| Data | Partidos apoiantes | 1ª Volta | 1ª Volta | 1ª Volta      | 1ª Volta | 2ª Volta | 2ª Volta | 2ª Volta | 2ª Volta | Status     | Ref    |
| Data | Partidos apoiantes | Cl.      | Votos    | %             | +/-      | Cl.      | Votos    | %        | +/-      | Status     | Ref    |
| ---- | ------------------ | -------- | -------- | ------------- | -------- | -------- | -------- | -------- | -------- | ---------- | ------ |
| 2011 | PND                | 5.º      | 189 091  | 4,49 / 100,00 |          |          |          |          |          | Não eleito | [ 22 ] |

### Eleições legislativas
| Data | Partido    | Partido | Circulo eleitoral | Posição    | Cl.   | Votos         | %             | +/-        | Status     | Notas  | Ref    |
| ---- | ---------- | ------- | ----------------- | ---------- | ----- | ------------- | ------------- | ---------- | ---------- | ------ | ------ |
| 2011 |            | PTP     | Madeira           | 1.º (em 6) | 7.º   | 2 961         | 2,13 / 100,00 |            | Não eleito |        | [ 23 ] |
| 2015 | 1.º (em 6) | PTP     | Madeira           | 9.º        | 1 748 | 1,40 / 100,00 | 0,73          | Não eleito |            | [ 24 ] |        |
| 2019 | 1.º (em 6) | PTP     | Madeira           | 8.º        | 1 185 | 0,91 / 100,00 | 0,49          | Não eleito |            | [ 25 ] |        |
| 2022 | 1.º (em 6) | PTP     | Madeira           | 10.º       | 689   | 0,54 / 100,00 | 0,37          | Não eleito |            | [ 26 ] |        |
| 2024 | Lisboa     | PTP     | 1.º (em 48)       | 14.º       | 1 386 | 0,11 / 100,00 |               | Não eleito |            | [ 27 ] |        |
| 2025 | Madeira    | PTP     | 6.º (em 6)        | 13.º       | 421   | 0,30 / 100,00 |               | Não eleito |            | [ 28 ] |        |

### Eleições regionais

#### Madeira
| Data | Partido     | Partido             | Posição     | Cl.   | Votos         | %              | +/-        | Status     | Notas                      | Ref    |
| ---- | ----------- | ------------------- | ----------- | ----- | ------------- | -------------- | ---------- | ---------- | -------------------------- | ------ |
| 2007 |             | PND                 | 3.º (em 47) | 7.º   | 2 931         | 2,08 / 100,00  |            | Não eleito | Assumiu o mandato em 2008. | [ 29 ] |
| 2011 |             | PTP                 | 1.º (em 47) | 4.º   | 10 115        | 6,86 / 100,00  |            | Eleito     |                            | [ 30 ] |
| 2015 |             | CM (PS.PTP.PAN.MPT) | 4.º (em 47) | 3.º   | 14 573        | 11,43 / 100,00 |            | Eleito     |                            | [ 31 ] |
| 2019 |             | PTP                 | 5.º (em 47) | 10.º  | 1 462         | 1,00 / 100,00  |            | Não eleito |                            | [ 32 ] |
| 2024 | 4.º (em 47) | PTP                 | 10.º        | 1 222 | 0,90 / 100,00 |                | Não eleito |            | [ 33 ]                     |        |

### Eleições europeias
| Data | Partido     | Partido | Posição    | Cl.   | Votos         | %             | +/-        | Status     | Notas  | Ref    |
| ---- | ----------- | ------- | ---------- | ----- | ------------- | ------------- | ---------- | ---------- | ------ | ------ |
| 2014 |             | PTP     | 1º (em 21) | 10.º  | 22 531        | 0,69 / 100,00 |            | Não eleito |        | [ 34 ] |
| 2019 | 17º (em 21) | PTP     | 16.º       | 8 640 | 0,26 / 100,00 | 0,43          | Não eleito |            | [ 35 ] |        |
| 2024 | 1.º (em 21) | PTP     | 16.º       | 4 308 | 0,11 / 100,00 | 0,15          | Não eleito |            | [ 36 ] |        |